# Darguina
Darguina (em árabe: درقينة) é uma comuna localizada na província de Bugia, no norte da Argélia. Segundo o censo de 2008, a população total da cidade era de 14 146 habitantes.